# Bodenstein (thüringisches Adelsgeschlecht)

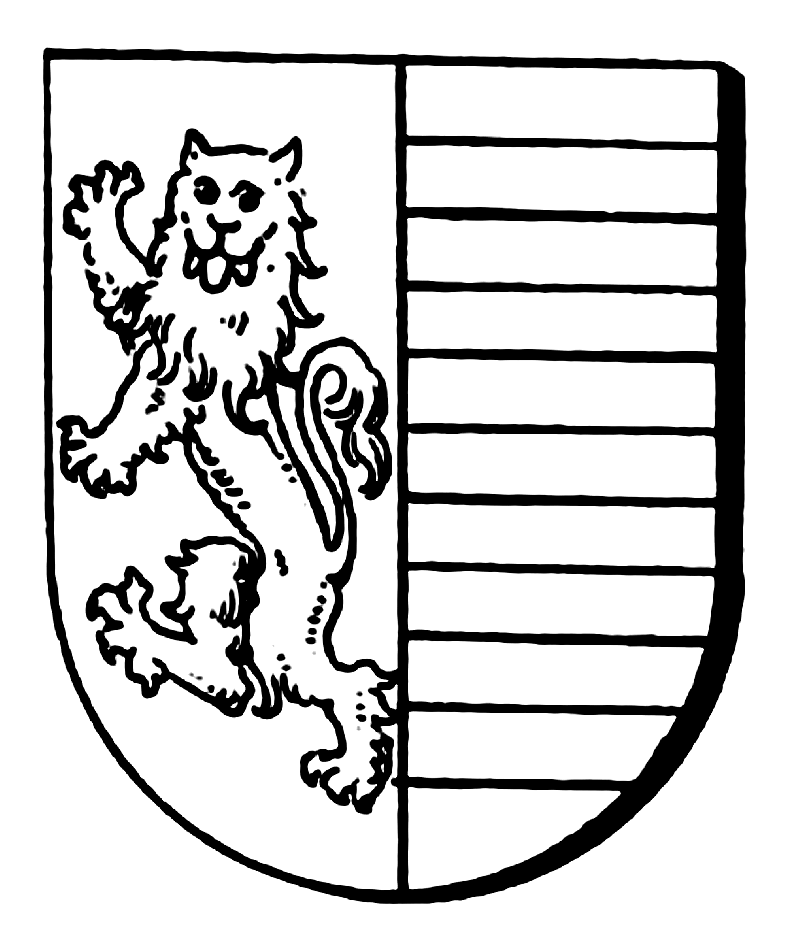
Wappen derer von Bodenstein

Bodenstein ist der Name eines alten thüringischen Adelsgeschlechts, das im Ohmgebirge bei Worbis begütert war.

## Geschichte

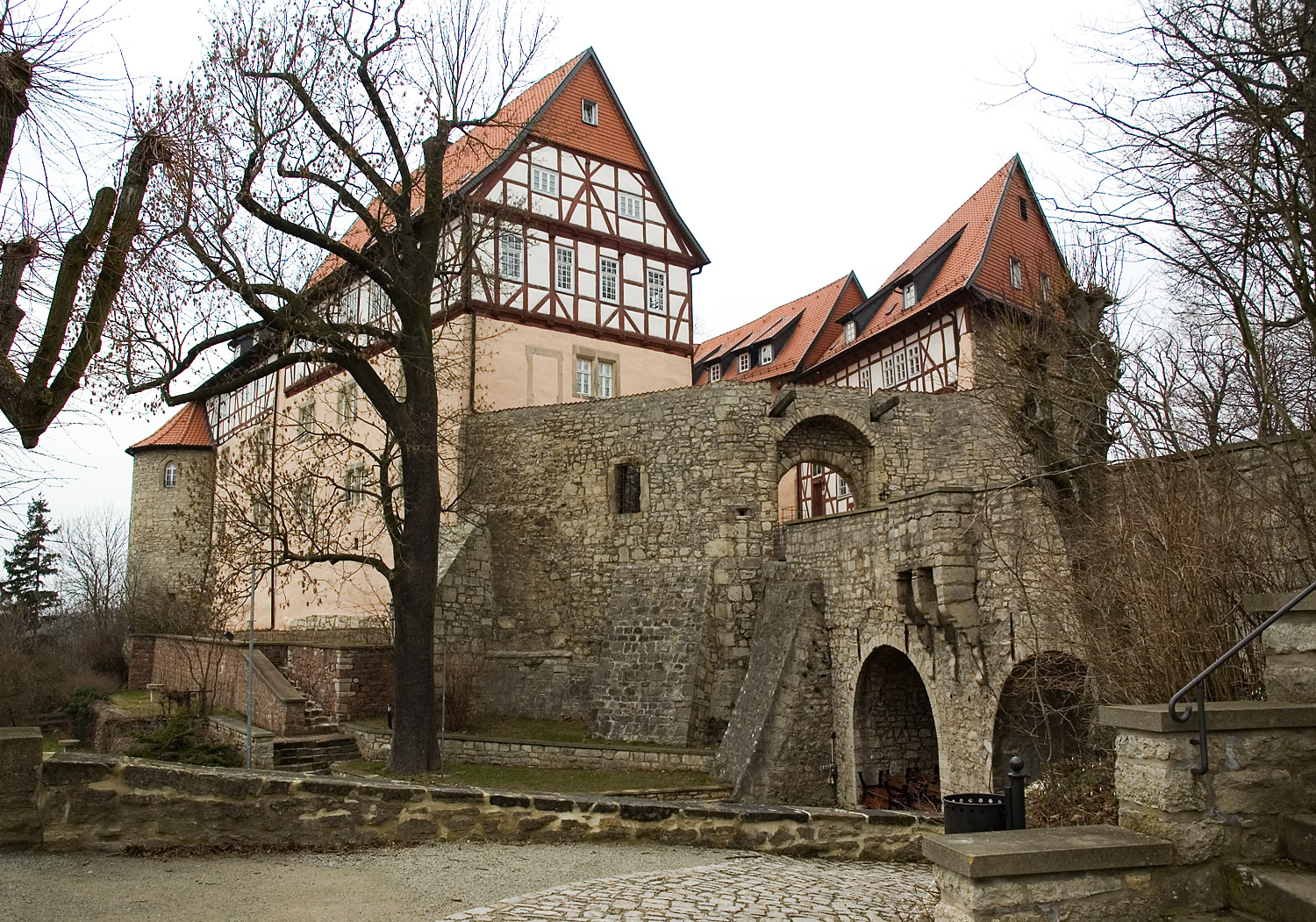
Die Herren von Bodenstein waren Lehnsmänner auf der Burg Bodenstein

Die Gegend um Worbis lag im Ohmfeldgau, einem Grenzgebiet zwischen den Stämmen der Sachsen im Norden und der Franken und Thüringer im Süden und lag vermutlich im Herrschaftsbereich der Grafen von Lare (Lohra). Ab dem 11. Jahrhundert tauchten die Herren Bodenstein auf, vermutlich eine Nebenlinie der Grafen von Northeim. Die von Bodensteins besaßen nicht die Burg Bodenstein, sondern waren nur als Burgmannen oder Vögte eingesetzt, die sich aber wie damals üblich nach der Burg benannten. Die um 1062 erbaute Burg Bodenstein gehörte in der Zeit des Kaisers Heinrich IV. zum Besitz des Grafen Otto von Northeim, eines sächsischen Adelsgeschlechtes. Etwa 1200 stiftete Konrad von Bodenstein das Kloster Beuren, die dazugehörigen Vogteirechte wurden zwischen 1221 und 1238 abgegeben.
In Mühlhausen besaßen die Herren von Bodenstein am oberen Lindenbühl einen Feudalhof. Sie waren weiterhin Lehnsnehmer des Quedlinburger Stiftes und der Grafen von Gleichen. 1275 verloren sie Burg und Herrschaft Bodenstein an die Welfen. 1325 besaß Eckard von Bodenstein Wehnde und Wildungen. Ab dem 15. Jahrhundert verliert sich im Eichsfeld die Spur derer von Bodenstein. Zwischen 1337 und 1448 gelangte die Burg Bodenstein an die Herren von Wintzingerode, ein Adelsgeschlecht im unmittelbar benachbarten Wintzingerode.
Das Wappen derer von Bodenstein ist gespalten und zeigt vorn einen aufsteigenden Löwen und hinten fünf Querbalken.

### Weitere Stammeslinien
Verwandt waren die von Bodenstein mit dem Mühlhäuser Ministerialengeschlecht Swicker von Mühlhausen und Schieferstein von Mühlhausen. Swicker III. war mit Adelheid von Bodenstein verheiratet, einer Schwester von Johann von Bodenstein. Als um 1290 mit Johann eine Seitenlinie derer von Bodenstein ausstarb, übernahm der Sohn von Zwicker den Namen und das Wappen von Bodenstein. Dieser siegelte teils mit dem neuen Wappen, teils aber auch noch mit dem Mühlhäuser Wappen. Konrad von Schieferstein heiratete ebenfalls eine Schwester von Johann.
Im 16. Jahrhundert wird ein thüringsch-eichsfeldisches Geschlecht von Bodenstein genannt, Melchior und Jobst von Bodenstein waren 1583 im Eichsfeld begütert. Mehrfach wird ein Ritter Hans von Bodenstein erwähnt, 1510 in Großengottern geboren, wohnte er mit seiner Frau Anna (geborene von Eschwege) in dem zu Schwarzburg-Sondershausen gehörenden Ettischleben. Er war Amtmann in Gehren und Paulinzella. Er ist 1591 ohne männliche Nachfolger gestorben, sein Epitaph befindet sich in der Kirche von Ettischleben. Ob sie direkt stammesverwandt mit denen von Burg Bodenstein sind, ist nicht sicher, sie führten ein eigenes Wappen mit einem aufwärtsgerichteten Halbmond und darüber drei Sterne, die äußeren auf den Hörnern des Mondes ruhend.

## Familienmitglieder
- 1098 Johann von Bodenstein[11]
- Anfang des 12. Jahrhunderts Rudolf von Bodenstein, Großvater des Conrad von Bodenstein[12]
- 1170 Otto von Bodenstein[13]
- 1191 Hermann von Bodenstein, im Dom zu Hildesheim
- 1200 Konrad von Bodenstein, Domkantor in Hildesheim (1206–1221), stiftete Kloster Beuren[14]
- 1207[15] und 1227[16] Albert von Bodenstein
- 1230–1240 Johann von Bodenstein legt mit Werner von Salze, genannt von Schiefferstein, und Conrad von Altmühlausen das Kloster Breitenbich an[17] mit Bruder Friedrich und zwei weiteren Herren (1238)
- 1238 Hermann von Bodenstein, im Deutschen Orden in Mühlhausen
- 1248 Conrad von Bodenstein
- 1290 Rudolf von Bodenstein, gibt Zehnten in Birkungen zurück[18] und seine Frau Mathilde (1290)
- 1311 Ekkehard (der Sohn von Rudolf), Burgmann in Worbis, mit Tochter Jutta (1341) im Kloster Worbis
- 1305 Friedrich von Bodenstein, im Dom zu Halberstadt, 1331 Vizedom
- 1323 Johann von Bodenstein, Ritter, übergibt dem Kloster Beuren anderthalb Hufen[19]
- 1361 Heinrich von Bodenstein, Burgmann auf Burg Scharfenstein[20]
- 1364 Mechthild (Metze) von Bodenstein, Priorin im Kloster Beuren[21]
- 1430 Albert von Bodenstein, Abt des Klosters Bursfelde (1424–1430) musste sein Amt altersmäßig abgeben[22]
- 1510–1591 Hans von Bodenstein in Ettischleben